# Halazepam

Strukturformel för halazepam.

Halazepam, summaformel C17H12ClF3N2O, är ett ångestdämpande och lugnande preparat som tillhör gruppen bensodiazepiner. Preparatet används inte som läkemedel i Sverige.
Substansen är narkotikaklassad och ingår i förteckning P IV i 1971 års psykotropkonvention, samt i förteckning IV i Sverige.